# Кривая RIAA
Крива́я RIAA — стандартная амплитудно-частотная характеристика (АЧХ) рекордеров долгоиграющей граммофонной записи и обратная ей амплитудно-частотная характеристика предусилителей-корректоров, восстанавливающая исходный спектр сигнала при воспроизведении. При записи оригинала программы на лаковый диск сигнал обрабатывается цепью предыскажений с постоянными времени 3180, 318 и 75 мкс, что соответствует частотам перегиба АЧХ 50,05, 500,5 и 2122,1 Гц. При воспроизведении пластинки электромагнитным звукоснимателем исходный спектр сигнала восстанавливается обратной цепью с теми же постоянными времени. Сложная форма кривой RIAA — компромисс, сложившийся из необходимости получить наилучшее качество воспроизведения из технически несовершенных устройств механической грамзаписи.
Первые серийные пластинки, записанные по этой схеме частотных предыскажений, были выпущены компанией RCA Victor в августе 1952 года. В июне 1953 года схема RCA была одобрена Национальной ассоциацией телерадиовещателей США (NARTB) в качестве национального стандарта; выбор NARTB поддержали другие отраслевые институты, в том числе Американская ассоциация звукозаписывающих компаний (RIAA). К 1956 году новый стандарт, за которым закрепилось название «кривой RIAA», вытеснил конкурирующие форматы и захватил рынки США и Западной Европы. В 1959 году кривая RIAA была одобрена, а в 1964 году стандартизована Международной электротехнической комиссией. В 1972 году стандарт в редакции МЭК был принят в СССР. В 1976 году МЭК видоизменила стандартную кривую воспроизведения RIAA в области низких частот; нововведение встретило ожесточённую критику и не было принято промышленностью. В XXI веке подавляющее большинство производителей предусилителей-корректоров следует первоначальному стандарту кривой RIAA без изменений, введённых МЭК в 1976 году.

## Математическое описание

### АЧХ записи
Стандартная амплитудно-частотная характеристика канала записи долгоиграющих пластинок («функция анти-RIAA») описывается формулой последовательного соединения трёх частотнозависимых звеньев первого порядка — двух дифференциаторов (числитель) и одного фильтра верхних частот (знаменатель):
или
 где {\displaystyle V_{x}} — колебательная скорость смещения канавки, {\displaystyle f} и {\displaystyle \omega } — частота и угловая частота сигнала, а {\displaystyle T_{1}}, {\displaystyle T_{2}} и {\displaystyle T_{3}} — специфические именно для стандарта RIAA постоянные времени, определяющие частоты среза {\displaystyle f_{1}}, {\displaystyle f_{2}}, {\displaystyle f_{3}}. В литературе используются разные способы нумерации этих частот и постоянных времени; в приведённых формулах они пронумерованы в хронологическом порядке внедрения их в производство ({\displaystyle f_{1}} — 1926 год, {\displaystyle f_{2}} — 1938 год, {\displaystyle f_{3}} — 1948 год):
- {\displaystyle T_{1}}=318 мкс задаёт частоту раздела низкочастотной (режим постоянства амплитуды смещения) и среднечастотной (режим постоянства амплитуды колебательной скорости) областей, {\displaystyle f_{1}}=500,5 Гц;
- {\displaystyle T_{2}}=75 мкс задаёт частоту раздела среднечастотной (режим постоянства амплитуды колебательной скорости) и высокочастотной (режим постоянства амплитуды смещения) областей, {\displaystyle f_{2}}=2122,1 Гц. Интервал между {\displaystyle T_{1}} и {\displaystyle T_{2}} составляет всего две октавы, поэтому «изломы» идеализированной кусочно-линейной АЧХ в действительности представляют собой плавные перегибы;
- {\displaystyle T_{3}}=3180 мкс задаёт частоту подъёма низких частот при записи ({\displaystyle f_{3}}=50,05 Гц) — с тем, чтобы при последующем воспроизведении уменьшить относительный уровень рокота и низкочастотного шума[5].

АЧХ записи («функция анти-RIAA»), определяемая в терминах колебательной скорости смещения канавки, на практике измеряется в сквозном тракте от линейного выхода источника записываемого сигнала до выходных зажимов эталонного электромагнитного звукоснимателя и характеризует не производственное оборудование, но его конечный продукт — грампластинку. Отклонение реальной АЧХ записи от приведённой формулы, согласно Публикации МЭК-98, не должно превышать 2 дБ.

### АЧХ воспроизведения
Обратное преобразование напряжения на выходе электромагнитного звукоснимателя, которое пропорционально колебательной скорости, в выходное напряжение предусилителя-корректора {\displaystyle U} выполняется «функцией RIAA». Стандартный фильтр RIAA эквивалентен последовательному соединению двух фильтров нижних частот первого порядка (знаменатель) и одного дифференциатора (числитель):
или
с теми же, что и в АЧХ записи, значениями постоянных времени и частот. Отклонение АЧХ реальных устройств от стандарта не нормируется исходя из предположения, что такое отклонение может быть скорректировано темброблоком усилителя. Целевое значение предельного отклонения АЧХ от стандарта, принимаемое при разработке высококачественных предусилителей-корректоров, составляет ±0,1 дБ.
АЧХ канала воспроизведения («функция RIAA») всегда сосредоточена в предусилителе-корректоре. Эти предусилители практически непригодны для воспроизведения абсолютного большинства «патефонных» пластинок на 78 об/мин из-за спада АЧХ на средних и высоких частотах. Звучание таких пластинок получается тусклым, лишённым обертонов. При воспроизведении пластинок, записанных электрическими рекордерами первого поколения с особо низкой {\displaystyle f_{1}}, этот эффект усугубляется дополнительным подъёмом нижних частот.

### Область определения и нормирование
Обе формулы определены в частотном диапазоне от 20 Гц до 20 кГц; за его пределами АЧХ не регламентируется. Формальная экстраполяция за пределы звукового диапазона показывает, что с уменьшением частоты ниже 20 Гц модуль АЧХ записи асимптотически приближается к единице, а с ростом частоты выше 20 кГц он растёт бесконечно, прямо пропорционально частоте. В реальных рекордерах, помимо фильтров записи RIAA, неизбежно присутствуют не предусмотренные стандартом фильтры, которые блокируют прохождение постоянного тока, инфразвуковых, ультразвуковых и радиочастот на приводы резца и не влияют на передачу звуковых частот. Например, в наиболее распространённом усилителе записи Neumann SAL 74B высокочастотные помехи отсекаются фильтром Баттерворта второго порядка с частотой среза 49,9 кГц. Вносимое им затухание в звуковом диапазоне, менее 0,1 дБ на 20 кГц, не ощутимо на слух и не требует какой-либо компенсации в канале воспроизведения.
На практике обе формулы всегда исчисляются в децибелах и нормируются относительно частоты 1 кГц. На этой частоте нормированные значения АЧХ и записи, и воспроизведения равны 0 дБ; нормированное значение АЧХ воспроизведения на частоте 20 Гц составляет +19,274 дБ (усиление в 9,198 раз относительно уровня на 1 кГц), а на частоте 20 кГц оно падает до −19.62 дБ (ослабление в 9,572 раз). Таким образом, коэффициенты усиления предусилителя RIAA на частотах 20 Гц и 20 кГц различаются на 39 дБ, или в 88 раз. Распространённое утверждение о том, что на частотах {\displaystyle f_{1}} и {\displaystyle f_{2}} нормированная АЧХ воспроизведения принимает значения +3 дБ и −3 дБ, не верно. Оно справедливо для одиночных фильтров первого порядка, но не для цепи последовательно соединённых фильтров с достаточно близкими частотами среза. Точные значения функции RIAA на {\displaystyle f_{1}} и {\displaystyle f_{2}} равны соответственно +2,648 дБ и −2,866 дБ.

## Предназначение частотной коррекции

### Особенности долгоиграющей звукозаписи
Классический технологический цикл производства стереопластинок начинается с нарезания оригинала грамзаписи в тонком слое нитроцеллюлозного лака, нанесённого на алюминиевый диск. Треугольный в плане, принудительно нагретый до 200—300 °С сапфировый резец, закреплённый на массивном тангенциальном «тонарме» рекордера, управляется двумя лёгкими, но мощными электромагнитными приводами, охлаждаемыми струями воздуха или гелия. Частотные искажения, собственный резонанс и нелинейность подвижной системы рекордера эффективно подавляются цепью электромеханической обратной связи, разработанной в конце 1930-х годов и ставшей де-факто отраслевым стандартом к середине 1960-х годов. Резец перемещается от края к центру диска строго по его радиусу, а ось симметрии резца всегда направлена по касательной к нарезаемой канавке.
Сигналы обоих стереоканалов кодируются поперечным (горизонтальным) смещением резца. Смещение внешней, ближней к краю пластинки, стороны канавки соответствует правому каналу, внутренней стороны — левому. Приводы резца ориентированы под углами +45° и −45° к оси резца, а подаваемые на них сигналы скоммутированы таким образом, что при записи монофонического (синфазного) сигнала изменяется только поперечное смещение канавки; её ширина и глубина остаются неизменными. Смещение резца в глубину лакового слоя и обратно соответствует разности сигналов левого и правого каналов. В ходе сведения фонограммы амплитуда вертикального перемещения ограничивается, чтобы избежать скачков иглы. Эта система стереофонической записи, получившая имя «системы 45/45», стала безальтернативным мировым стандартом в 1958 году.
Расстояние между канавками варьирует от 200 до 65 мкм (130—390 канавок на дюйм), что на скорости 33⅓ об/мин обеспечивает длительность воспроизведения одной стороны пластинки от 13 до 40 минут. Предельное поперечное смещение канавки в 1950-е годы ограничивалось величиной 25 мкм; по мере усовершенствования звукоснимателей оно постепенно увеличивалось. В стандарте СССР 1972 года предельное горизонтальное смещение канавки составляло 40 мкм, предельное вертикальное — не более 20 мкм; к 1978 году допустимое поперечное смещение выросло до 50 мкм. В XXI веке ширина немодулированной канавки практически никогда не опускается ниже 50 мкм; на громких фрагментах канавка расширяется до 80—90 мкм, а при записи синглов на 45 об/мин ширина канавки может достигать 125 мкм.
Верхняя граничная частота записи определяется высокочастотным резонансом резца и не превышает 25 кГц. На частотах выше этой границы амплитуда записываемых колебаний спадает столь быстро, что можно полагать, что записанный сигнал не содержит полезных ультразвуковых составляющих. Исключение — квадрофонические пластинки системы CD-4, в которых спектр полезного сигнала простирается до 45 кГц. Лаковые оригиналы этих пластинок нарезались обычными резцами при замедленной в два раза скорости вращения диска с замедленной в два раза магнитной фонограммы. Предельная частота записи составляла 22,5 кГц, но при воспроизведении на стандартной скорости она преобразовывалась в 45 кГц.

### Геометрические ограничения при записи
Перемещение резца при нарезании канавки должно укладываться в три ограничения — по предельной амплитуде смещения канавки, по её предельной колебательной скорости и по предельному ускорению. Первое из них действует в равной мере на всей площади пластинки, отведённой для записи. Ограничения скорости и ускорения устанавливаются для наихудшего случая — канавок, ближайших к центру пластинки. Чем ближе канавка к центру, тем выше вероятность перегрузок и искажений, и наоборот: чем дальше канавка от центра, тем меньше плотность записи колебаний, что делает возможным тщательно рассчитанное превышение пределов скорости и ускорения.
Смысл ограничения амплитуды смещения очевиден: даже незначительное превышение этого предела, не приводящее к разрушению стенки между канавками, может эту стенку деформировать и породить явно слышимый копирэффект. Запись сигнала с максимальной амплитудой смещения обеспечивает наилучшее отношение сигнал-шум, но она технически возможна лишь в области низких частот. На рубеже не более 1 кГц в силу вступает другое ограничение — по предельной скорости смещения канавки. Несоблюдение этого предела во время записи приводит к тому, что задние грани резца повреждают стенки канавки, нарезанные его передними кромками. При воспроизведении канавки, записанной с превышением скорости, её эффективная ширина сужается, возникает эффект выдавливания иглы из канавки (пинч-эффект) и как следствие — нелинейные искажения. Поэтому предельная скорость смещения канавки всегда ограничивается: в советском ГОСТ 7893-72 уровнем 10 см/с для монофонических и 7 см/с для стереофонических записей; к 1978 году предел увеличили до 14 см/с. Номинальный уровень записи («0 дБ»), относительно которого нормируется усиление воспроизводящего тракта, соответствует пиковой скорости 8 см/с; на практике его часто приравнивают к среднеквадратической скорости в 5 см/с. В мировой практике встречались пластинки с пятикратным превышением этого порога — 38 см/с (+14 дБ) на частоте 2 кГц, что соответствует ускорению иглы звукоснимателя в 487 G.
На высоких частотах в силу вступает третий ограничивающий фактор, связанный именно с ускорением — предельная кривизна канавки. Для того, чтобы игла звукоснимателя могла отследить высокочастотное смещение канавки, радиус этого смещения должен быть не меньше радиуса острия иглы. Если не учитывать это ограничение при записи, то игла будет проскакивать мимо высокочастотных впадин и гребней канавки и необратимо повреждать их. Для стандартных круглых игл с радиусом острия 18 мкм этот эффект («ошибка неогибания», англ. tracing error) может проявляться уже на 2 кГц, для игл с узким эллиптическим остриём — на 8 кГц. Нормированный в СССР предел ускорения составлял вначале 25⋅104 см/с² (255 G), а к 1978 году вырос до 41⋅104 см/с² (418 G).

### Принцип предыскажений
Существуют два основных режима записи гармонического сигнала на лаковый диск. В режиме постоянства амплитуд смещения амплитуда смещения канавки зависит только от амплитуды записываемого электрического сигнала и не зависит от его частоты. При этом скорость изменения смещения растёт прямо пропорционально частоте сигнала и рано или поздно достигает неприемлемо высоких значений. В режиме постоянства амплитуд колебательной скорости от частоты не зависит амплитуда скорости изменения смещения канавки, а амплитуда смещения обратно пропорциональна частоте сигнала. Наиболее распространённые электромагнитные звукосниматели чувствительны именно к колебательной скорости, поэтому воспроизведение пластинок, записанных в этом режиме, не требует какой-либо частотной коррекции. Однако такие записи отличаются неприемлемо высоким относительным уровнем шума на средних и особенно высоких частотах. Из-за этих недостатков ни один из двух режимов не применим в чистом виде. Все практические системы звукозаписи сочетают участки обоих режимов: на низких частотах рекордер работает в режиме постоянства амплитуд смещения, на средних — в режиме постоянства колебательной скорости. Переход от одного режима к другому происходит в особом фильтре предыскажений, а частота раздела выбирается так, чтобы вписать в заданные технологией пределы максимум полезного сигнала.
Идеального решения задачи не существует, так как всякая музыкальная или речевая программа имеет своё, уникальное, спектральное распределение энергии и пиковых амплитуд сигнала. Не существует и эталона такого распределения, которым можно было бы оценить эффективность той или иной настройки фильтра. На практике используется простейшая модель спектра, в которой в диапазоне 20—1000 Гц пиковые амплитуды постоянны, а в диапазоне 1—20 кГц они снижаются со скоростью примерно 10 дБ на октаву. Доля высокочастотных составляющих в этой модели столь мала, что ограничение предельного ускорения теряет смысл. Напротив, с точки зрения лучшего соотношения сигнал-шум целесообразно увеличить уровень высокочастотного сигнала, чтобы максимально полно использовать динамический диапазон записи. Наклон АЧХ в 10 дБ на октаву простыми фильтрами воспроизвести невозможно; на практике используются лишь комбинации фильтров первого порядка, каждый из которых реализует наклон в 6 дБ на октаву. Важна не точность «вписывания» условной модели спектра в условную модель пластинки, но точное, зеркальное соответствие АЧХ каналов записи и воспроизведения.
По той же причине — необходимость подавить низкочастотные помехи воспроизведения — дополнительно поднимается и уровень записи на самых низких частотах (20—50 Гц в стандарте RIAA). Таким образом, оптимальная АЧХ фильтра предыскажений долгоиграющей записи имеет в звуковой области три точки перегиба: две в области средних частот и одну низкочастотную.

## История

### Частотная коррекция до перехода на долгоиграющую запись
Абсолютно все пластинки в истории были записаны с искажениями спектра исходного сигнала. Вначале это были естественные, неизбежные и неустранимые частотные искажения чисто механических рекордеров. Этот этап развития технологии достиг вершины в середине 1920-х годов; тогда же начался переход от непосредственной записи акустических колебаний к электрическому усилению записываемого сигнала. Разработчики первого электрического рекордера Bell Labs Джозеф Максфилд и Генри Гаррисон, понимавшие невозможность использования режимов постоянства амплитуды и постоянства колебательной скорости в чистом виде, ввели в схему фильтр предыскажений с частотой раздела низкочастотной и среднечастотной области ({\displaystyle f_{1}}) 200 Гц. Для частот выше 4 кГц они рекомендовали переход к режиму постоянного ускорения, но в несовершенной аппаратуре 1920-х годов он востребован не был. Не сразу, постепенно, необходимость преднамеренных искажений спектра осознали и другие конструкторы и звукоинженеры.
В 1930-е годы большинство производителей применяли как минимум двузвенную частотную коррекцию, аналогичную схеме Максфилда и Гаррисона, а дополнительный подъём АЧХ на высоких частотах обеспечивали стандартные конденсаторные микрофоны конструкции Уэнта. Рынок США захватила патентованная система записи Western Electric; британская EMI, а за ней и большинство европейских производителей стали использовать схему «Блюмлейн 250» (англ. Blumlein 250Hz) с частотой раздела 250—300 Гц.
Вплоть до конца Второй мировой войны европейцы ориентировались на механическое воспроизведение пластинок патефонами и потому тяготели к режиму постоянства амплитуд скорости; режим постоянства амплитуд смещения применялся лишь вынужденно, на самых низких частотах. В более богатых США, где покупатели могли позволить себе электрофоны и радиолы, режим постоянства амплитуд смещения применялся на значительно более широкой полосе, вплоть до 1 кГц. В середине 1930-х годов американские студии заменили старые, «звонкие» конденсаторные микрофоны на новейшие, относительно нейтральные ленточные микрофоны. Так как тембр таких записей казался тусклым, обеднённым по сравнению со старыми пластинками, то для «компенсации потерь» студии стали поднимать уровень высоких частот фильтрами, встроенными в микрофонные предусилители. Другие технические проблемы при записи высоких частот — спад АЧХ записи из-за несовершенства резцов 1930-х годов и рост нелинейных искажений по мере уменьшения радиуса канавки при воспроизведении — также корректировались подъёмом высоких частот.
В 1938 году RCA Victor первой перенесла эту функцию из микрофонного предусилителя в усилитель рекордера: так появилась первая схема частотной коррекции с двумя перегибами АЧХ. По заявлению представителя RCA, вторая частота перегиба ({\displaystyle f_{2}}) составляла 2500 Гц; по мнению же куратора звукового архива Британской библиотеки Питера Копленда, «звонкость» реальных записей RCA Victor того периода была порождена не высокочастотной коррекцией, но искажениями при компрессии сигнала. В отрасли в целом никакой «стандартной» схемы предыскажения не существовало. В США {\displaystyle f_{1}} варьировала от 200 Гц до 1 кГц, а {\displaystyle f_{2}} (если она использовалась) — от 2 до 3 кГц. Выбранная схема коррекции на пластинке указывалась редко и далеко не всегда правильно. Как следствие, качественные электрофоны тех лет обязательно комплектовались темброблоками (а по существу параметрическими эквалайзерами) с изменяющимися частотами перегиба для подбора оптимального тембра на слух.

### Первые долгоиграющие пластинки
В декабре 1933 года Алан Блюмлейн записал первую стереопластинку по системе 45/45. Изобретение на четверть века опередило своё время и было буквально «отложено в долгий ящик» в запасниках EMI. Главной целью конструкторов и технологов 1930-х была не стереозапись, но замена устаревающей шеллаковой пластинки на 78 оборотов в минуту — долгоиграющей пластинкой. До начала её серийного выпуска следовало решить множество технических проблем, а затем подобрать кривую частотной коррекции, оптимальную для новой технологии. Первой к цели пришла американская Columbia Records, выпустившая первые полноценные долгоиграющие пластинки в 1948 году.
Компания, работавшая над новинкой с 1930-х годов, всерьёз рассчитывала стать автором и владельцем нового мирового стандарта. Ей действительно удалось сделать стандартом скорость вращения диска (33⅓ оборота в минуту), геометрическую спецификацию канавок, она изобрела и ввела в оборот само обозначение LP. Схему частотной коррекции долгоиграющих пластинок Columbia выбрала по рекомендации своего старого партнёра — Национальной ассоциации вещателей (NAB). Точное техническое описание этой схемы никогда не публиковалось; из опубликованных графиков следует, что NAB использовала АЧХ с перегибами на 1590 мкс (100 Гц), 350—400 мкс (400—450 Гц) и 100 мкс (1600 Гц). С инженерной точки зрения это было удачное компромиссное решение, весьма близкое к будущему стандарту RIAA и почти не отличимое от него на слух.
К 1952 году фирменное название кривой Columbia (англ. LP Curve) стало в США именем нарицательным. Эксперты отрасли были уверены, что именно эта схема станет стандартом отрасли, но войну форматов Columbia проиграла. Главным недостатком её схемы было то, что она была оптимизирована для пластинок диаметром 16″ (406 мм), которые не были приняты рынком. Для завоевавших рынок пластинок диаметром 12″ (305 мм), более чувствительных к перегрузкам на высоких частотах, схема Columbia подходила хуже. Выбранное компанией значение {\displaystyle f_{2}} (1600 Гц) было слишком низко, что лишь усугубляло эти искажения.

### Война форматов
Вслед за Columbia на рынок долгоиграющих пластинок вышли конкуренты, использовавшие альтернативные схемы частотной коррекции. Об этих недолговечных технических решениях, никогда не публиковавшихся в виде полноценных технических описаний, сохранились лишь фрагментарные, неточные и часто неверные сведения. Маркировка пластинок этого периода запутана или вовсе недостоверна; действительную АЧХ предыскажений, применённую при их записи, можно лишь оценить на слух. Например, компания Decca, в 1950 году начавшая продажи долгоиграющей версии своей патентованной системы ffrr, в течение трёх лет опубликовала четыре различных графика АЧХ. Однако, по мнению Копленда, в действительности до перехода на стандарт RIAA Decca применяла лишь две схемы — «Блюмлейн 500» и её вариант с подъёмом высоких частот выше 3,18 кГц. Всего же в послевоенное десятилетие на статус стандарта претендовали не менее девяти различных систем. Граница раздела низкочастотной и среднечастотной области варьировала от 250 до 800 Гц, подъём высоких частот составлял от 8 до 16 дБ на 10 кГц. Кроме того, существовали не предназначенные для тиражирования «фирменные стандарты» крупных радиостанций, архивов и библиотек — например, различные службы BBC использовали три разные схемы предыскажений вплоть до 1963 года. Отраслевые (AES, 1950) и международные (CCIR, 1953) организации, как могли, «управляли процессом», предлагая собственные решения. Последний из этих несостоявшихся стандартов, германский DIN 45533, был одобрен в июле 1957 года и так и не дошёл до серийного производства.
Множество несовместимых форматов было на руку лишь производителям аппаратуры, предлагавшим слушателям сложные темброблоки для исправления частотных искажений. Производители пластинок, напротив, были заинтересованы в скорейшей стандартизации частотной коррекции. В 1953 году, когда стало очевидным, что отрасль не собирается принимать схему коррекции NAB и Columbia, Национальная ассоциация телерадиовещателей (NARTB) провела сравнительный анализ схем частотной коррекции, использовавшихся в США, и составила на их основе идеальную «среднестатистическую» АЧХ записи и воспроизведения. Из всех реально используемых схем к ней лучше всего подходила АЧХ записи компании RCA Victor, внедрённая в производство в августе 1952 года под фирменной маркой New Orthophonic. Её отклонение от среднестатистического идеала во всём звуковом диапазоне не превышало ±1,5 дБ. RCA Victor, так же как и Columbia, использовала кривую записи с тремя перегибами, но оптимизированную для скорости 33⅓ об/мин. Именно схема RCA Victor, c подъёмом низких частот на {\displaystyle f_{3}}=50,05 Гц, и была выбрана в качестве национального стандарта США.

### Внедрение
В 1953—1954 годы предложенное NARTB решение было последовательно признано американскими Ассоциацией производителей телерадиоаппаратуры (RETMA) и Обществом звукоинженеров (AES). После того, как в мае 1954 года Американская ассоциация звукозаписывающих компаний (RIAA) утвердила его в качестве национального отраслевого стандарта США, за ним закрепилось название «кривой RIAA» или «частотной коррекции RIAA» (англ. RIAA curve, RIAA equalization). В 1955 году кривая RIAA стала национальным стандартом Великобритании и получила предварительное одобрение Международной электротехнической комиссии; тремя годами позже МЭК официально признал кривую RIAA в ранге стандарта (Публикация МЭК-98-1958, ныне IEC 60098).
Переход промышленности США на кривую RIAA был стремительным, по крайней мере на словах. Понимая, что продать запасы старых, нестандартных пластинок в новых условиях будет весьма затруднительно, производители поспешили декларировать соответствие новому стандарту. Фактически переход затянулся на несколько лет, в течение которых компании распродавали старые запасы и допечатывали новые тиражи старых записей. Точную дату полного перехода той или иной компании на кривую RIAA указать невозможно; можно лишь утверждать, что начиная с 1956 года она использовалась при записи практически всех лаковых оригиналов долгоиграющих фонограмм в США и Западной Европе. Исключением была лишь Германия, где производители и отраслевые регуляторы ещё несколько лет экспериментировали с собственным национальным стандартом, отличавшимся от кривой RIAA величиной {\displaystyle f_{3}}.
Несмотря на развитие студийной аппаратуры и культуры производства записей, заложенные в стандарте возможности высококачественного воспроизведения не сразу дошли до массового потребителя. Качественные, точно соответствующие стандарту предусилители-корректоры в бытовой аппаратуре 1950-х и 1960-х годов встречались редко; обычно же конструкторы применяли дешёвые, неточные, плохо звучащие каскады предусиления. Главной причиной такого отношения было низкое качество шасси и тонармов бытовых проигрывателей, лишавшее смысла какое-либо улучшение электронного тракта. Даже в лучших корректорах того времени отклонение АЧХ от стандарта было значительным, например, в двухтранзисторной схеме Динсдейла (1965) при точном подборе компонентов оно составляло +1,6 дБ на 20 Гц и +0,7 дБ на 20 кГц. Лучшие схемы на дискретных транзисторах 1970-х годов отклонялись от стандарта на доли процента, например, классическая схема Technics SU9600 — не более чем на ±0,3 % (ценой повышения напряжения питания транзисторной схемы до 136 В). Тогда же, в 1970-е годы, с переходом от дискретных транзисторов к интегральным схемам, конструкторы перешли на относительно качественную, легко воспроизводимую в серийном производстве схему корректора на операционном усилителе. Вначале, под влиянием авторитета Джона Линсли Худа, доминировала относительно шумная схема на ОУ в инвертирующем включении; после выхода в 1972 году работы Уокера на первый план вышла малошумящая, но менее гибкая и более сложная в расчёте и настройке схема на ОУ в неинвертирующем включении. Точность воспроизведения стандартной АЧХ по-прежнему оставалась неудовлетворительной вплоть до выхода в 1979 году фундаментальной работы Стэнли Липшица, разработавшего простой и надёжный математический аппарат для расчёта фильтров предыскажений.

### Поправка МЭК
В сентябре 1976 года Международная электротехническая комиссия утвердила новую редакцию Публикации МЭК-98. АЧХ записи в новом стандарте не изменилась, но в АЧХ воспроизведения появилась четвёртая постоянная времени, 7950 мкс, соответствующая фильтру верхних частот с частотой среза 20,02 Гц. По идее разработчиков стандарта, новый фильтр должен был подавлять прохождение инфразвуковых колебаний при воспроизведении короблёных пластинок. Мотивы МЭК остались загадкой: ни рядовые слушатели, ни представители звукозаписывающей и электронной промышленности никогда не требовали подобных изменений. И те, и другие встретили нововведение в штыки. Одни производители бытовой электроники отказались вводить новый фильтр в свои усилители, другие сделали его отключаемым. В XXI веке абсолютное большинство производителей усилителей поправку МЭК не применяют, при этом формально поправка 1976 года остаётся в силе.
В 1970-е годы критики поправки МЭК обращали внимание, в первую очередь, на нежелательную нелинейность «исправленной» АЧХ сквозного канала. На частоте 20 Гц завал АЧХ относительно линейной составлял −3,0 дБ, на 40 Гц −1,0 дБ, на 60 Гц −0,5 дБ. Качественное воспроизведение столь низких частот было уделом профессионалов и немногих состоятельных любителей, и расставаться с приобретённым они не желали. Инфразвуковой рокот в системах такого уровня был минимальным, а для воспроизведения короблёных дисков, при необходимости, применялись давно известные отключаемые фильтры.
У поправки МЭК были и объективные пороки. Фильтр первого порядка на 20,02 Гц более-менее эффективно подавлял лишь основной тон помехи от коробления (−14,2 дБ на 4 Гц). На частоте основного резонанса тонармов (примерно 13 Гц) подавление помехи уменьшалось до −5 дБ. Для защиты фазоинверторных акустических систем, крайне чувствительных к прохождению инфразвука, этого было мало; не случайно, что этот тип АС получил массовое распространение лишь после того, как на смену винилу пришли компакт-диски. Другой, специфической именно для 1970—1980-х годов, проблемой была необходимость использования электролитических конденсаторов в цепи обратной связи. Конденсаторы нужного номинала в те годы имели недопустимо высокий разброс начальной ёмкости (−20 %…+50 %), и вносили в звуковой сигнал ощутимые на слух искажения.

### «Полюс Neumann»
В 1995 году в среде любителей и разработчиков аппаратуры распространилось утверждение о том, что с подачи производителя рекордеров Neumann в стандартную функцию анти-RIAA был введен дополнительный полюc c постоянной времени 3,18 мс (частота среза 50,0 кГц). По результатам расследования Кита Ховарда из журнала Stereophile, первым сообщил «новость» заслуженный австралийский инженер-электронщик Аллен Райт; вслед за ним известие повторил не менее авторитетный Джим Хегерман. Вскоре производители предусилителей дополнили свои устройства контуром, «компенсирующим» якобы применённый при записи «полюс Neumann». Его влияние на АЧХ было невелико (+0,64 дБ на 20 кГц), но он мог вносить существенную, заметную на слух фазовую ошибку на верхней октаве звукового диапазона. Хуже было то, что усиленные этим контуром ультразвуковые составляющие щелчков могли перегружать последующие каскады усиления и акустические системы.
В действительности «полюс Neumann» никогда не существовал. Реальный фильтр Баттерворта, использовавшийся этой компанией, лишь защищал приводы резца от высокочастотных помех. Сам же резец был в принципе не способен записывать частоты, лежащие выше частоты его собственного резонанса (22 кГц).

## Примеры реализации
Типовая схема корректора RIAA на ОУ с отключаемой «поправкой МЭК»

### Предусилители-корректоры RIAA
Частотная коррекция при воспроизведении пластинок может быть реализована традиционно, аналоговыми фильтрами, либо в цифровой области. Например, в программе Audacity уже в 2005 году были предусмотрены 12 исторических схем коррекции, в том числе стандартная схема RIAA. Для высококачественного воспроизведения звука, по данным 2008 года, цифровая обработка сигналов была непригодна; перспектива перехода на цифровую коррекцию появилась лишь с внедрением 24-разрядных АЦП. Заметим при этом, что в стандарте не фиксируется АЧХ, заданы лишь постоянные времени и крутизна фильтров. Казалось бы, это однозначно определяет АЧХ, но в реальности — не только её, а ещё и ФЧХ. Поэтому цифровые фильтры в ПО, выполняемые обычно через ДПФ и декларирующие постоянство ФЧХ как достоинство по сравнению с аналоговым эквалайзером, решают задачу некорректно. Для верного воспроизведения, следует решать задачу именно имитацией постоянных времени (RC-цепей), приведённых в стандарте. В серийных предусилителях-корректорах по-прежнему применяются традиционные аналоговые фильтры — и пассивные, и активные фильтры с частотнозависимыми цепями обратной связи. Пассивные схемы требуют бо́льших амплитуд сигнала, бо́льшего запаса по перегрузке, бо́льших напряжений питания, они крайне чувствительны к входному сопротивлению нагрузки частотнозависимых цепей. Эти требования легко выполняются в усилителях на вакуумных лампах, а в транзисторных устройствах преобладают активные фильтры.
Из множества конфигураций активных фильтров большинство авторов рекомендует схему на единственном малошумящем операционном усилителе (ОУ) в неинвертирующем включении; при исполнении в виде отдельного устройства она обычно дополняется выходным повторителем напряжения, а при подключении низкочувствительного звукоснимателя с подвижной катушкой — входным каскадом усиления или повышающим трансформатором. Альтернативная схема на ОУ в инвертирующем включении, популярная в 1970-е годы, имеет неустранимый недостаток — примерно на 14 дБ худший уровень шума — и потому практически не используется. В прошлом широко применялись аналогичные схемы на специализированных звуковых микросхемах малошумящих УНЧ (например, LM381 и её клон К548УН1), но по мере падения сбыта звуковой аппаратуры эти ИС были сняты с производства, и конструкторы вынужденно вернулись к универсальным ОУ.
Существуют четыре базовые, равнозначные конфигурации петли частотнозависимой обратной связи (R1C1R2C2), охватывающей ОУ. В приведённом варианте («цепь А» по Липшицу) R1C1=T1=3180 мкс, R2C2=T2=75 мкс, (R1||R2)(C1+C2)≈T3=318 мкс. Ёмкость C0 совместно с R0 образует не предусмотренный стандартом ФВЧ с частотой среза 3,3 Гц, препятствующий усилению напряжения смещения ОУ; отключаемый ФВЧ «поправки МЭК» R3C3 выполнен пассивным. Так как коэффициент усиления ОУ в неинвертирующем включении никогда не опускается ниже единицы, то для подавления прохождения на выход ультразвуковых частот в схему дополнительно введён пассивный ФНЧ R4C4 с частотой среза 63 кГц. Для компенсации затухания, вносимого этим фильтром в звуковом диапазоне, постоянная времени (R1||R2)(C1+C2) выбрана несколько отличной от стандартных 318 мкс.
В высококачественном предусилителе-корректоре запас по перегрузке должен составлять не менее 28 дБ на звуковых частотах и не менее 34 дБ на ультразвуковых. Для выполнения этого условия коэффициент усиления приведённой схемы установлен минимально возможным, всего 30 дБ на 1 кГц. Для уменьшения джонсоновского шума сопротивлений их величины выбраны настолько низкими, насколько позволяет выходной каскад ОУ. В наихудшем случае, при усилении ультразвуковых частот, сопротивление нагрузки ОУ падает до величины R0, которое не должно опускаться ниже допустимого для данного ОУ. В приведённом примере величина R0 (220 Ом) выбрана по стандартному ряду E3; производные от неё R1, C1, R2 и С2 неизбежно имеют нестандартные значения. При выборе ближайших величин из стандартного ряда E12 отклонение АЧХ от стандарта, без учёта технологического разброса, составляет 0,7 дБ; для ряда E24 оно уменьшается до 0,12 дБ и только при использовании компонентов ряда Е96 достигает приемлемых 0,06 дБ. Наилучшее (но и самое дорогое в серийном производстве) решение — индивидуальный подбор R1, C1, R2 и С2 из параллельно включённых стандартных сопротивлений и емкостей.

### Фильтры «анти-RIAA»
Пассивный фильтр «анти-RIAA»
Для отладки и проверки АЧХ предусилителей-корректоров используются генераторы качающейся частоты (ГКЧ) с АЧХ, идентичной стандартной АЧХ канала записи RIAA. В XXI веке для этой задачи наилучшим образом подходят специализированные цифровые генераторы с возможностью внешнего программирования АЧХ. В любительской практике по-прежнему применяются аналоговые «фильтры анти-RIAA», подключаемые между выходом обычного ГКЧ и входом предусилителя-корректора. Эти фильтры, как и сами корректоры, могут быть активными или пассивными, с сосредоточенной в одном каскаде частотно-зависимой цепью или с покаскадной фильтрацией. С точки зрения удобства точной подстройки АЧХ предпочтительны активные схемы с покаскадной фильтрацией, в которой каждое частотно-зависимое звено первого порядка изолировано от последующего звена повторителем напряжения с высоким входным сопротивлением. C точки зрения стоимости предпочтительны сосредоточенные пассивные фильтры, аналогичные цепи R0R1C1R2C2 из приведённой схемы предусилителя-корректора. При использовании качественных, термостабильных компонентов с допускаемым отклонением от номинала не хуже ±1 % предельное отклонение АЧХ схемы от стандарта составляет около ±0,2 дБ. Лучшая точность достижима лишь при настройке фильтра с использованием профессиональных измерительных приборов, при этом стоимость прецизионных ёмкостей и сопротивлений может достигать запретительно высоких значений.